# Eucelatoria cora
Eucelatoria cora är en tvåvingeart som först beskrevs av Jacques-Marie-Frangile Bigot 1889.  Eucelatoria cora ingår i släktet Eucelatoria och familjen parasitflugor. Inga underarter finns listade i Catalogue of Life.